# Girl vs. Monster
Girl vs. Monster (Skylar contra el Monstruo en España y Chica vs. Monstruo en Latinoamérica) es una película original de Disney Channel de 2012 protagonizada por Olivia Holt, estrenada en Estados Unidos el 12 de octubre de 2012 y el 31 de octubre del mismo año en España. Su estreno en Iberoamérica fue el 12 de octubre de 2014, 2 años después de su estreno original. La película fue dirigida por Stuart Gillard y se rodó en Vancouver.

## Trama
La aventura comienza el día de Halloween de Skylar, una adolescente intrépida con una potente voz, se prepara para la última fiesta de Halloween con sus mejores amigos, Henry y Sadie. El plan de Skylar es cantar en la fiesta - con la banda de rock de Ryan Dean - el cual es aplastado cuando sus padres la hacen quedarse en casa. Luego, cuando ella se escapa de la casa, sin saberlo, da rienda suelta a un monstruo - Deimata - que está decidido a cambiar el destino de Skylar y su familia para siempre. Como el mundo de Skylar se pone del revés, se entera de que sus padres han estado guardando un gran secreto - que viene de una larga línea de cazadores de monstruos. Ahora, es el turno de Skylar y sus amigos para canalizar su fuerza interior y conquistar algo más que este monstruo.

## Reparto
- Olivia Holt como Skylar Lewis.
- Wilber Galicia como Jordan
- Brendan Meyer como Henry.
- Kerris Dorsey como Sadie.
- Katherine McNamara como Myra Santelli.
- Tracy Dawson como Deimata.
- Luke Benward como Ryan Dean.
- Brian Palermo como Steve Lewis.
- Adam Chambers como Cobb.
- Jennifer Aspen como Julie Lewis.

### Doblaje al español
| Personaje                                  | Actor de doblaje (Hispanoamérica) | Actor de doblaje (España)  |
| ------------------------------------------ | --------------------------------- | -------------------------- |
| Skylar Lewis                               | Monserrat Mendoza González        | Guiomar Alburquerque Durán |
| Henry                                      | Demián Velasco Rochwerger         | TBA                        |
| Sadie                                      | Natalia Bernodat                  | Pilar Puebla               |
| Myra                                       | Sol Nieto                         | María Blanco               |
| Deimata                                    | Angélica Vargas                   | Yolanda Pérez Segoviano    |
| Ryan Dean                                  | Leto Dugatkin                     | TBA                        |
| Steve Lewis                                | Mario De Candia                   | TBA                        |
| Cobb                                       | Martín Gopar                      | TBA                        |
| Julie Lewis                                | Paula Cueto                       | María del Mar Jorcano      |
| Créditos Técnicos                          |                                   |                            |
| Estudio de Doblaje                         | Diseño en Audio S.A. de C.V.      | ¿?                         |
| Estudio de Doblaje                         | Media Pro Com                     | ¿?                         |
| Director de Doblaje                        | Raúl Aldana                       | ¿?                         |
| Traductor                                  | Sandra Brizuela                   | ¿?                         |
| Adaptador                                  | Sandra Brizuela                   | ¿?                         |
| Doblaje al español producido por:          |                                   |                            |
| Disney Character Voices International Inc. |                                   |                            |

## Estrenos internacionales
| País | Canal                                         | Estreno                | Título                    |                     |
| --- | --------------------------------------------- | ---------------------- | ------------------------- | ------------------- |
| Estados Unidos | Disney Channel USA                            | 12 de octubre de 2012  | Girl vs. Monster          |                     |
| Canadá | Family Channel                                | 12 de octubre de 2012  | Girl vs. Monster          |                     |
| Australia Nueva Zelanda | Disney Channel Australia                      | 19 de octubre de 2012  | Girl vs. Monster          |                     |
| Reino Unido | Disney Channel UK                             | 26 de octubre de 2012  | Girl vs. Monster          |                     |
| Bulgaria | Disney Channel Bulgaria                       | 27 de octubre de 2012  | Girl vs. Monster          |                     |
| Hungría | Disney Channel Hungría                        | 27 de octubre de 2012  | Girl vs. Monster          |                     |
| Italia | Disney Channel Italia                         | 27 de octubre de 2012  | Girl vs. Monster          |                     |
| Polonia | Disney Channel Polonia                        | 27 de octubre de 2012  | Girl vs. Monster          |                     |
| República Checa | Disney Channel (República Checa & Eslovaquia) | 27 de octubre de 2012  | Girl vs. Monster          |                     |
| Rumania | Disney Channel Rumania                        | 27 de octubre de 2012  | Girl vs. Monster          | Fata contra Monstru |
| Turquía | Disney Channel Turquía                        | 27 de octubre de 2012  | Girl vs. Monster          | Girl vs. Monster    |
| Ucrania | Disney Channel Ucrania                        | 27 de octubre de 2012  | Girl vs. Monster          | Girl vs. Monster    |
| España | Disney Channel España                         | 31 de octubre de 2012  |                           | Girl vs. Monster    |
| Grecia | Disney Channel Grecia                         | 31 de octubre de 2012  | Kορίτσι εναντίων τεράτων  | Girl vs. Monster    |
| Portugal | Disney Channel Portugal                       | 31 de octubre de 2012  | Skyler contra os Monstros |                     |
| Finlandia · Noruega · Suecia | Disney Channel Escandinavia                   | 9 de noviembre de 2012 | Tjejen mot monstren       |                     |
| Israel | Disney Channel Israel                         | 9 de diciembre de 2012 | Girl vs. Monster          |                     |
| Argentina · Bolivia · Chile · Colombia · Costa Rica · Cuba · Ecuador · El Salvador · Guatemala · Honduras · México · Nicaragua · Panamá · Paraguay · Perú · República Dominicana · Uruguay · Venezuela | HBO Family Latinoamérica                      | 10 de abril de 2013    | Chica vs. Monstruo        |                     |
| Argentina · Bolivia · Chile · Colombia · Costa Rica · Cuba · Ecuador · El Salvador · Guatemala · Honduras · México · Nicaragua · Panamá · Paraguay · Perú · República Dominicana · Uruguay · Venezuela | Disney Channel Latinoamérica                  | 12 de octubre de 2014  | Chica vs. Monstruo        |                     |
| Brasil | Rede Telecine                                 | 19 de junio de 2013    |                           |                     |
| Brasil | Disney Channel Brasil                         | 12 de octubre de 2014  |                           |                     |
| Girl vs. Monster |                                               |                        |                           |                     |